# Live at the Royal Albert Hall (album de Deep Purple)
Pour les articles homonymes, voir Live at the Royal Albert Hall.
Albums de Deep Purple
Abandon
(1998) Live At The Rotterdam Ahoy
(2001)
Live at the Royal Albert Hall est album live du groupe de rock britannique Deep Purple enregistré avec le London Symphony Orchestra les 25 et 26 septembre 1999.
Il contient notamment le Concerto For Group And Orchestra (Concerto pour Groupe et Orchestre), composé par Jon Lord, qui avait été joué pour la première fois en 1969 au même endroit. Trente ans après cet événement dûment critiqué, les partitions perdues sont reconstituées par Jon Lord avec l'aide de Marco de Goeij, fan du groupe mais aussi musicologue et compositeur, à partir des différents enregistrement existants. Malcolm Arnold, le chef d'orchestre de 1969, laisse ici sa place à Paul Mann, qui accompagnera le groupe tout au long de la tournée.
La version CD reprend une partie seulement de la setlist jouée lors de ces deux soirs. Un DVD est également sorti sous le nom de In Concert with the London Symphony Orchestra et ne reprend, quant à lui, que 13 des titres joués. Une édition conjointe CD+DVD (EAGDV002-GAS 0000002 EAD) homonyme ne reprend que six plages des CD, et les treize du DVD.

## Titres

### Disque 1
1. Pictured Within (Lord) — 8:38
  - Interprété par Jon Lord, Miller Anderson et le London Symphony Orchestra
2. Wait A While (Lord, Brown) — 6:44
  - Interprété par Jon Lord, Sam Brown et le London Symphony Orchestra
3. Sitting in a Dream (Glover) — 4:01
  - Interprété par Roger Glover, Ronnie James Dio et le London Symphony Orchestra
4. Love Is All (Glover, Hardin) — 4:40
  - Interprété par Roger Glover, Ronnie James Dio et le London Symphony Orchestra
5. Via Miami (Gillan, Glover) — 4:52
6. That's Why God Is Singing The Blues (Dave Corbett) — 4:03
  - Interprété par Ian Gillan et Steve Morris
7. Take It Off The Top (Morse) — 4:43
  - Instrumental, interprété par The Steve Morse Band
8. Wring That Neck (Blackmore, Lord, Paice, Simper) — 4:38
  - Instrumental, interprété par Ian Paice, Jon Lord et The Kick Horns
9. Pictures of Home (Blackmore, Gillan, Glover, Lord, Paice) — 9:28

### Disque 2
1. Concerto for Group and Orchestra - Movement I (Lord) — 17:04
2. Concerto for Group and Orchestra - Movement II (Lord, Gillan) — 19:44
3. Concerto for Group and Orchestra - Movement III (Lord) — 13:29
4. Ted the Mechanic (Gillan, Glover, Lord, Morse, Paice) — 4:51
5. Watching the Sky (Gillan, Glover, Lord, Morse, Paice) — 5:38
6. Sometimes I Feel Like Screaming (Gillan, Glover, Lord, Morse, Paice) — 7:45
7. Smoke on the Water (Blackmore, Gillan, Glover, Lord, Paice) — 6:47
  - Interprété par Deep Purple, Ronnie James Dio, The Steve Morse Band, le London Symphony Orchstra et les autres invités

## Musiciens

### Deep Purple
- Ian Gillan : chant
- Steve Morse : guitare
- Jon Lord : claviers
- Ian Paice : batterie
- Roger Glover : basse

### Musiciens additionnels
- Paul Mann : chef d'orchestre
- London Symphony Orchestra
- Ronnie James Dio : chant (Sitting In A Dream, Love Is All, Smoke On The Water)
- Sam Brown : chant (Wait A While)
- Miller Anderson : chant (Pictured Within), guitare (Sitting In A Dream, Love Is All)
- Graham Preskett : violon (Love Is All)
- Steve Morris : guitare (Via Miami, That's Why God Is Singing The Blues, Smoke On The Water)
- Eddie Hardin : piano (Sitting In A Dream, Love Is All)

### Steve Morse Band
- Dave La Rue : basse (Take It Off The Top, Smoke On The Water)
- Van Romaine : batterie (Take It Off The Top, Smoke On The Water)

### The Kick Horns
- Annie Whitehead : trombone
- Paul Spong : trompette
- Roddy Lorimer : trompette
- Simon C Clarke : saxophones
- Tim Sanders : saxophones

### The Backstreet Dolls
- Aitch Mc Robbie : chœurs
- Margo Buchanan : chœurs
- Pete Brown : chœurs, guitare
- Mario Argandoña : chœurs, percussions